# Enargia fasciata
Enargia fasciata är en fjärilsart som beskrevs av W. Warren 1912. Enargia fasciata ingår i släktet Enargia och familjen nattflyn. Inga underarter finns listade i Catalogue of Life.